# Apple A9
Apple A9 là một hệ thống đơn chip 64-bit (SoC) được thiết kế bởi Apple. Bộ vi xử lý được Samsung và TSMC đồng sản xuất cho Apple và xuất hiện lần đầu tiên trên iPhone 6S và 6S Plus - những sản phẩm được ra mắt vào ngày 9 tháng 9 năm 2015.

## Lịch sử
Bộ vi xử lý Apple A9 là thế hệ chip xử lý 64-bit thứ ba của Apple được thiết kế trên kiến trúc 64 bit cung cấp hiệu năng cực kỳ mạnh mẽ và nhảy vọt hơn rất nhiều so với phiên bản tiền nhiệm. Chip xử lý Apple A9 sở hữu cho mình 2 nhân xử lý với tốc độ được tăng từ 1,4 GHz trên Apple A8 lên thành 1,85 GHz. Để có thể làm được điều này thì Apple đã phải dùng đến 2 tiến trình chế tạo 14 nm FinFET của Samsung và 16 nm của TSMC. Bộ vi xử lý được Samsung và TSMC đồng sản xuất cho Apple và xuất hiện lần đầu tiên trên iPhone 6S và iPhone 6S Plus, chính là những sản phẩm được ra mắt vào ngày 9 tháng 9 năm 2015.
Trang Chipworks đã thử mổ xẻ và chụp X quang một số con chip Apple A9 mới trong iPhone 6s và iPhone 6s Plus, và họ nhận thấy rằng Samsung không phải là đơn vị duy nhất gia công bộ xử lý này mà còn có cả TSMC. Những bộ vi xử lý A9 do Samsung sản xuất sẽ mang số hiệu APL0898 và chúng có diện tích đế nhỏ hơn 8% so với chip A9 APL1022 của TSMC. Điều này là do Samsung ứng dụng dây chuyền công nghệ 14 nm FinFET vào việc gia công, trong khi TSMC chỉ dừng lại ở dây chuyền 16 nm FinFET.
Một số tin đồn trước đây từng gợi ý rằng TSMC cũng tham gia làm chip Apple A8 nhưng với số lượng ít, còn chủ yếu vẫn do Samsung đảm nhiệm. Apple thì chưa bao giờ nói về vấn đề chọn lựa nhà cung ứng bộ xử lý cho mình. Cũng không rõ chip do Samsung làm chiếm bao nhiêu phần trăm trong tổng lượng Apple A9 được đưa vào iPhone đời mới. Apple A9 cùng với Samsung Exynos 8890 và Qualcomm Snapdragon 820 là những bộ vi xử lý mạnh mẽ nhất đang có mặt trên thị trường trong năm 2016.

## Thông số
Xét trên tổng hiệu năng hoạt động của CPU, vi xử lý Apple A9 sử dụng lõi kép hai nhân xung nhịp 1,85 GHz cho tác vụ mượt mà, nhanh hơn 70% so với A8, còn về các tác vụ đồ họa (GPU), nó nhanh hơn 90% nhờ bộ xử lý đồ họa 6 nhân của chip đồ họa PowerVR GT7600 6 nhân thay cho chip PowerVR GX6450 4 nhân. Mức tiêu thụ điện năng của Apple A9 được Apple cho là sử dụng tiết kiệm hơn so với người tiền nhiệm của mình.
Loại chip này cũng sở hữu một bộ xử lý phụ mới với tên gọi bộ xử lý chuyển động M9. Nhờ bộ xử lý này, người sử dụng iPhone có thể kích hoạt Siri chỉ bằng cách nói “Hey Siri” dù kể cả khi máy đang ở chế độ khóa. Apple A9 còn mang đến bộ cảm biến tín hiệu hình ảnh mới với khả năng lấy nét tốt hơn, giảm nhiễu hơn và chi tiết trên da được làm nổi bật hơn. Con chip A9 mở rộng khả năng xử lý định dạng HEIF và 8-bit với 10-bit HEVC.

## Hình ảnh
Hai bộ vi xử lý có thiết kế giống nhau. Vỏ ngoài có kích thước giống nhau (ước tính 15.0×14.5 mm) và chỉ có những dòng chữ ở trên mặt là khác biệt. 

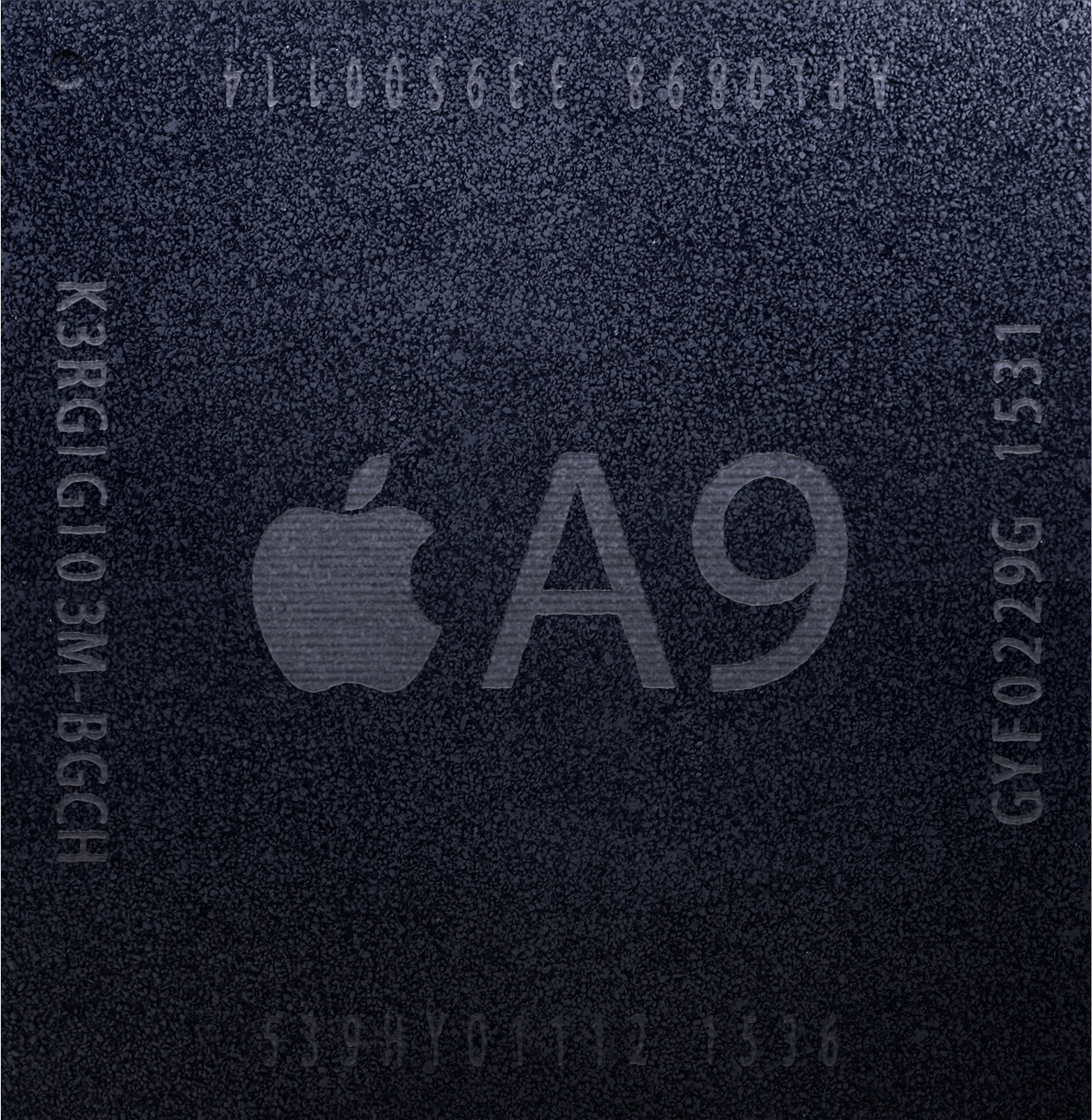
APL0898, phiên bản A9 của Samsung.
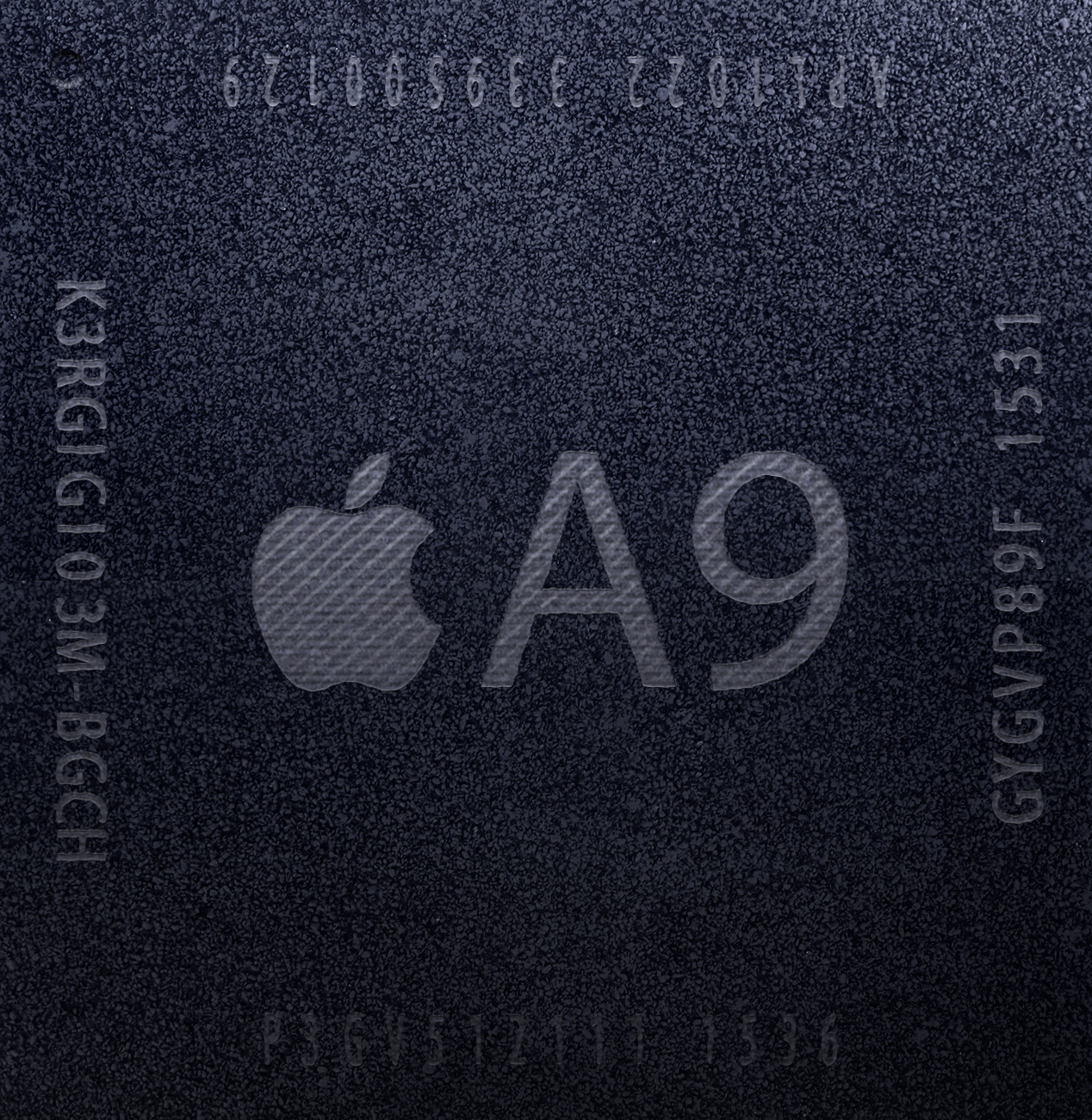
APL1022, phiên bản A9 của TSMC.

## Sản phẩm sử dụng Apple A9
- IPhone 6S, iPhone 6S Plus
- iPhone SE
- iPad (5th gen)